# Sergei Gawrilowitsch Simonow

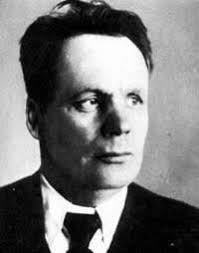
Sergei Gawrilowitsch Simonow

Sergei Gawrilowitsch Simonow (russisch Сергей Гаврилович Симонов; * 22. Septemberjul. / 4. Oktober 1894greg. in Fedotow im Gouvernement Wladimir; † 1986) war ein russischer Waffenkonstrukteur.

## Lebenslauf
Simonow absolvierte ab 1916 eine Lehre als Schlosser, danach arbeitete er in der Ersten russischen Gewehr- und Maschinengewehrfabrik von Kowrow. Dort kam er mit Wladimir Grigorjewitsch Fjodorow zusammen, dem Konstrukteur des selbstladenden Gewehrs Awtomat Fjodorowa. 1924 schloss er ein Studium an der Staatlichen Technischen Universität Moskau ab und nahm eine Tätigkeit als Inspekteur beim Tulski Oruscheiny Sawod, dem staatlichen Arsenal in Tula, auf.
Sein Schaffen galt der Entwicklung von modernen Selbstladegewehren, die den Mosin-Nagant-Repetierer ersetzen sollten. Seine erste von der Roten Armee akzeptierte Entwicklung war das Simonow AWS-36, das sich jedoch nicht bewährte. Mit dem Angriff der Wehrmacht auf die Sowjetunion im Juni 1941 erhielt er den Auftrag, schnellstmöglich eine Panzerabwehrwaffe  zu konstruieren. Das Ergebnis seiner Anstrengungen war die schwere Panzerbüchse PTRS 41 im Kaliber 14,5 mm. Noch vor Kriegsende stellte er erneut ein automatisches Gewehr vor, nämlich das Simonow SKS-45. Der leichte und zuverlässige Karabiner basierte auf der Technik der PTRS, war aber für die neu entwickelte Kurzpatrone Kaliber 7,62 × 39 mm eingerichtet. Vor allem mit dieser Waffe, die weltweit millionenfach nachgebaut wurde, ist sein Name verbunden. Für seine Verdienste wurde er 1954 mit der Auszeichnung Held der sozialistischen Arbeit geehrt.